# Renault Mascott
Der Renault Mascott war ein Leicht-Lkw, der von Renault Trucks produziert wurde. Er löste den Renault Messenger ab, der auf dem Renault Master I basierte.
Trotz der offensichtlichen äußeren Ähnlichkeiten mit dem Renault Master II unterscheidet er sich technisch erheblich von diesem. So sind das Chassis und die Komponenten des Mascott auf einem festen Leiterrahmen aufgebaut, der vom Iveco Daily III stammt. Darauf wird die leicht modifizierte Kabine bzw. Karosserie aus dem Master aufgebaut.
Hier liegt der Unterschied im Frontgrill aufgrund der unterschiedlichen Lage des Motors. Dieser ist im Mascott längs eingebaut und verteilt seine Kraft mittels Hinterradantrieb oder auf beide Achsen mittels Allradantrieb. Die ersten Versionen wurden von einem 2,8-Liter-Dieselmotor (dem SOFIM 8140) angetrieben. 
2004 erfolgte ein Facelift, mit dem das Frontdesign und der Innenraum verändert wurden, ähnlich dem Master II.
Die Iveco-Motoren wurden von einem Nissan-3,0-Liter-Dieselmotor aus dem Nissan Patrol ersetzt, der im Mascott 115 PS und 156 PS leistete. 2007 wurde der Motor überarbeitet und leistete nun 130 PS und 150 PS.
Das zulässige Gesamtgewicht des Mascotts betrug je nach Version 3,5 bis 6,5 Tonnen und vier verschiedene Radstände (3130 mm, 3630 mm, 4130 mm und 4630 mm) waren möglich. Neben Einzel- oder Doppelkabinen Pritschenwagen (Automobil) war auch ein Kastenwagen mit 12 m³ Ladevolumen ab Werk erhältlich. Auf dem Fahrgestell fertigten diverse Karosseriebauunternehmen verschiedene Aufbauten insbesondere als Minibus und Feuerwehrfahrzeug.
Nach der Übernahme von Renault Trucks durch Volvo wurde der Mascott in einigen Ländern auch durch das Vertriebsnetz von Volvo Trucks angeboten. Als Renault Master Maxi hingegen wurden einige Versionen des Mascott auch über das Renault-Pkw-Händlernetz verkauft.
Ende 2010 ersetzte der Renault Master III mit Hinterradantrieb den Renault Mascott.

## Motoren
- SOFIM 2,8 l R4 Diesel,       63 kW  (86 PS)   Vorkammereinspritzung
- SOFIM 2,8 l R4 Turbo Diesel, 78 kW  (106 PS)  Direkteinspritzung
- SOFIM 2,8 l R4 Turbo Diesel, 92 kW  (125 PS)  Common-Rail-Einspritzung
- SOFIM 2,8 l R4 Turbo Diesel, 103 kW (140 PS)  Common-Rail-Einspritzung
- SOFIM 2,8 l R4 Turbo Diesel, 107 kW (146 PS)  Common-Rail-Einspritzung
- Nissan 3,0 l R4 Turbo Diesel, 85 kW  (115 PS) Common-Rail-Einspritzung
- Nissan 3,0 l R4 Turbo Diesel, 95 kW  (129 PS) Common-Rail-Einspritzung
- Nissan 3,0 l R4 Turbo Diesel, 110 kW (150 PS) Common-Rail-Einspritzung
- Nissan 3,0 l R4 Turbo Diesel, 115 kW (156 PS) Common-Rail-Einspritzung

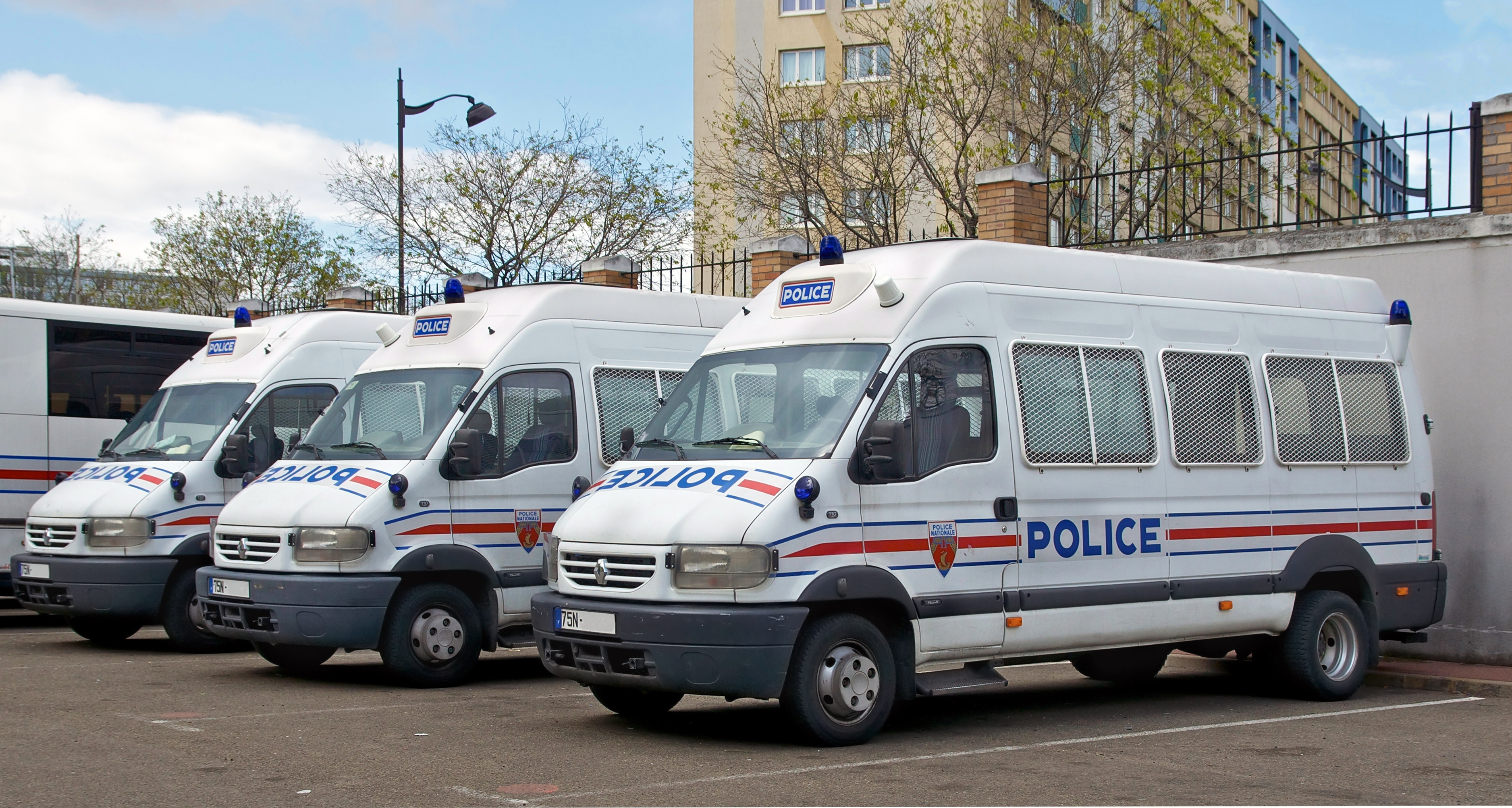
Minibus
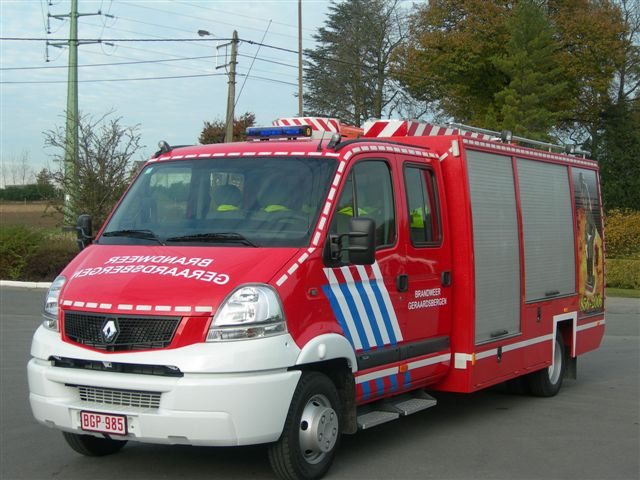
Feuerwehrwagen mit Facelift
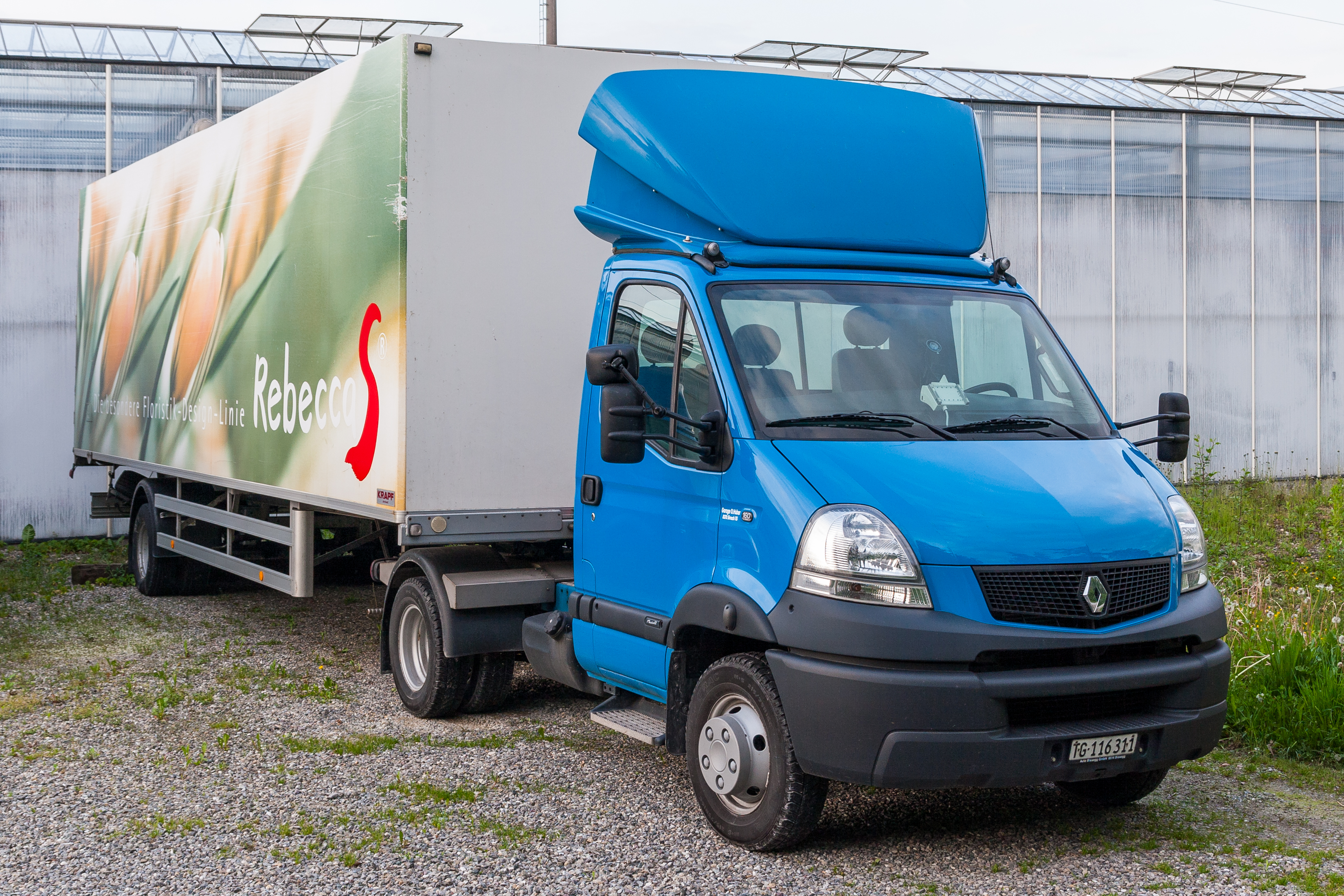
Renault Mascott 160 DXi als Sattelzug